# Mellifont Abbey
Mellifont Abbey (irisch: An Mhainistir Mhór, „das große Kloster“; lateinisch: Fons Mellis – dt. „Honigquell“) ist die älteste Zisterzienser-Abtei Irlands.

## Die alte Abtei

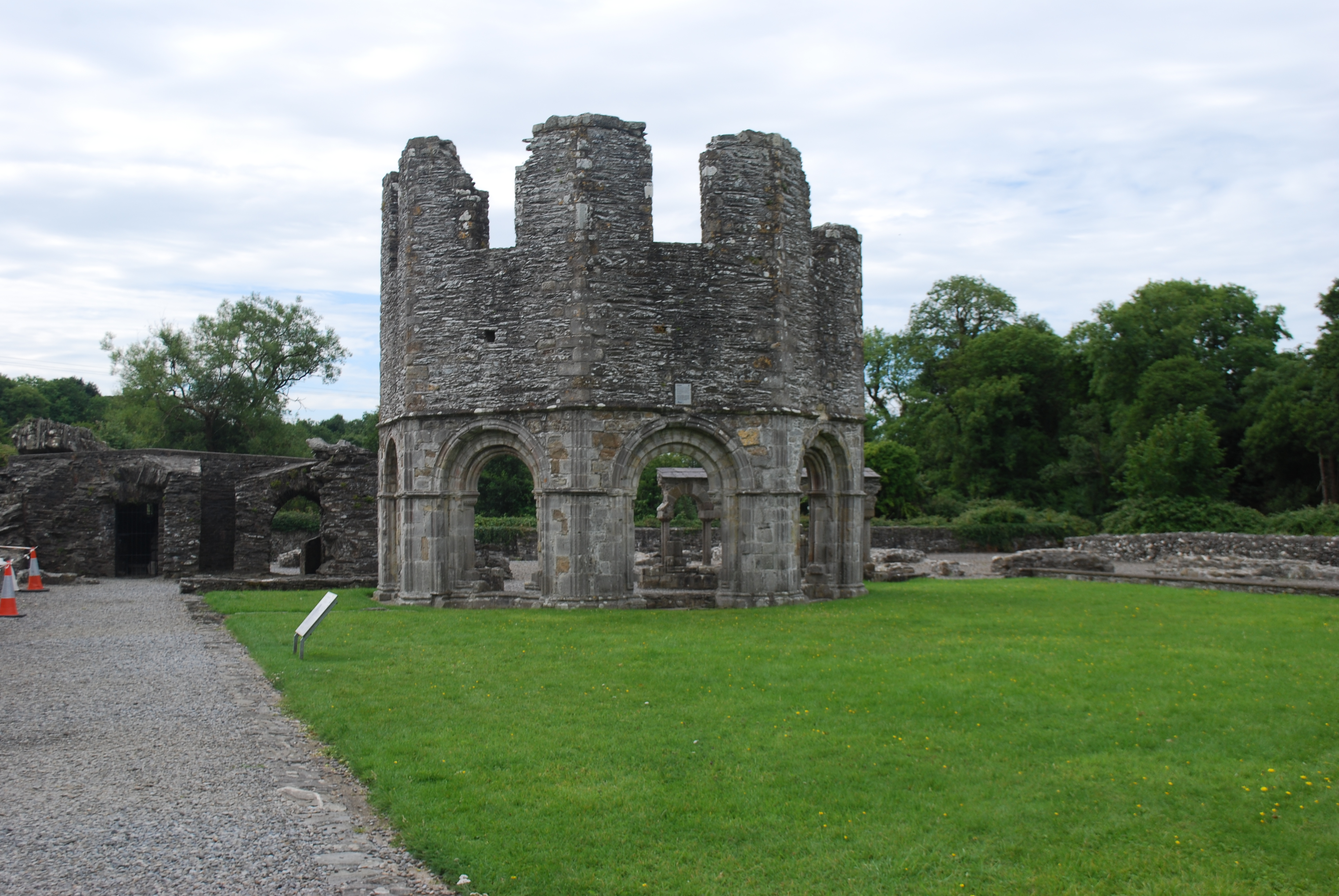
Mellifont: Das Brunnenhaus (Lavatorium)

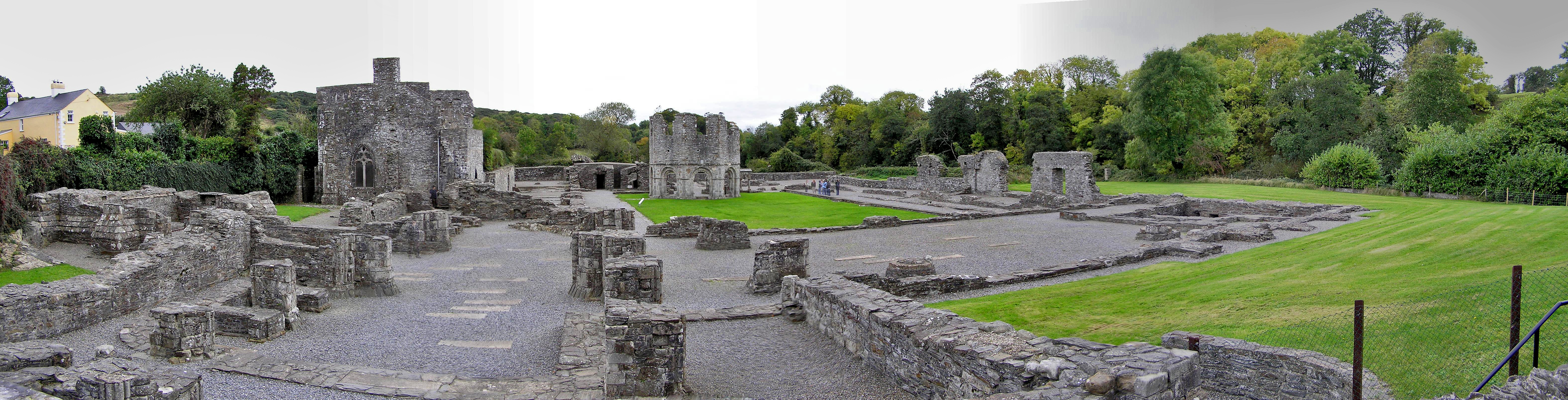
Mellifont Abbey

Die Abtei wurde 1142 auf Initiative des Erzbischofs Malachias von Armagh und Bernhards von Clairvaux als Filiation des Klosters Clairvaux in Mellifont im County Louth am Ufer des Flusses Mattock gegründet. Sie liegt circa 10 km von Drogheda.
Das Land stellte  Donnchadh Ua Cearbhall, König von Oriel, zur Verfügung. Der Architekt Robert stammte aus Frankreich. Die Abtei wurde im Stil der nordfranzösischen Gotik erbaut und war damals für Irland völlig untypisch. Die Weihe der Kirche fand 1157 statt und viele lokale Könige gaben Spenden zu dieser Feierlichkeit. Zwischen 1217 und 1228 kam es auf Grund von Spannungen zwischen eingesessenen und anglonormannischen Konventen zur Verschwörung von Mellifont (englisch Conspiracy of Mellifont) bei der die Teilnahme am Generalkapitel des Ordens verweigert wurde. Zur Lösung des Konflikts führte Stephen of Lexinton, der Abt von Stanley Abbey, eine Visitation durch, und in der Folge wurden verschiedene irische Klöster englischen Mutterklöstern unterstellt.
Mellifont Abbey wurde wegen des (von kontinentalen Abteien kopierten) architektonischen Stils Vorbild weiterer Zisterzienser-Klöster in Irland (Baltinglass, Bective, Boyle, Hore, Kilbeggan, Monasteranenagh (Nenay), Newry, Sadell und Shrule) und blieb auch nach der Plünderung 1494 bis zur Aufhebung im Jahr 1539 Irlands größte Abtei. Danach war das Gebäude Standort einer Residenz, eines Klosters niedrigeren Ranges. Der letzte Mönch starb 1743.

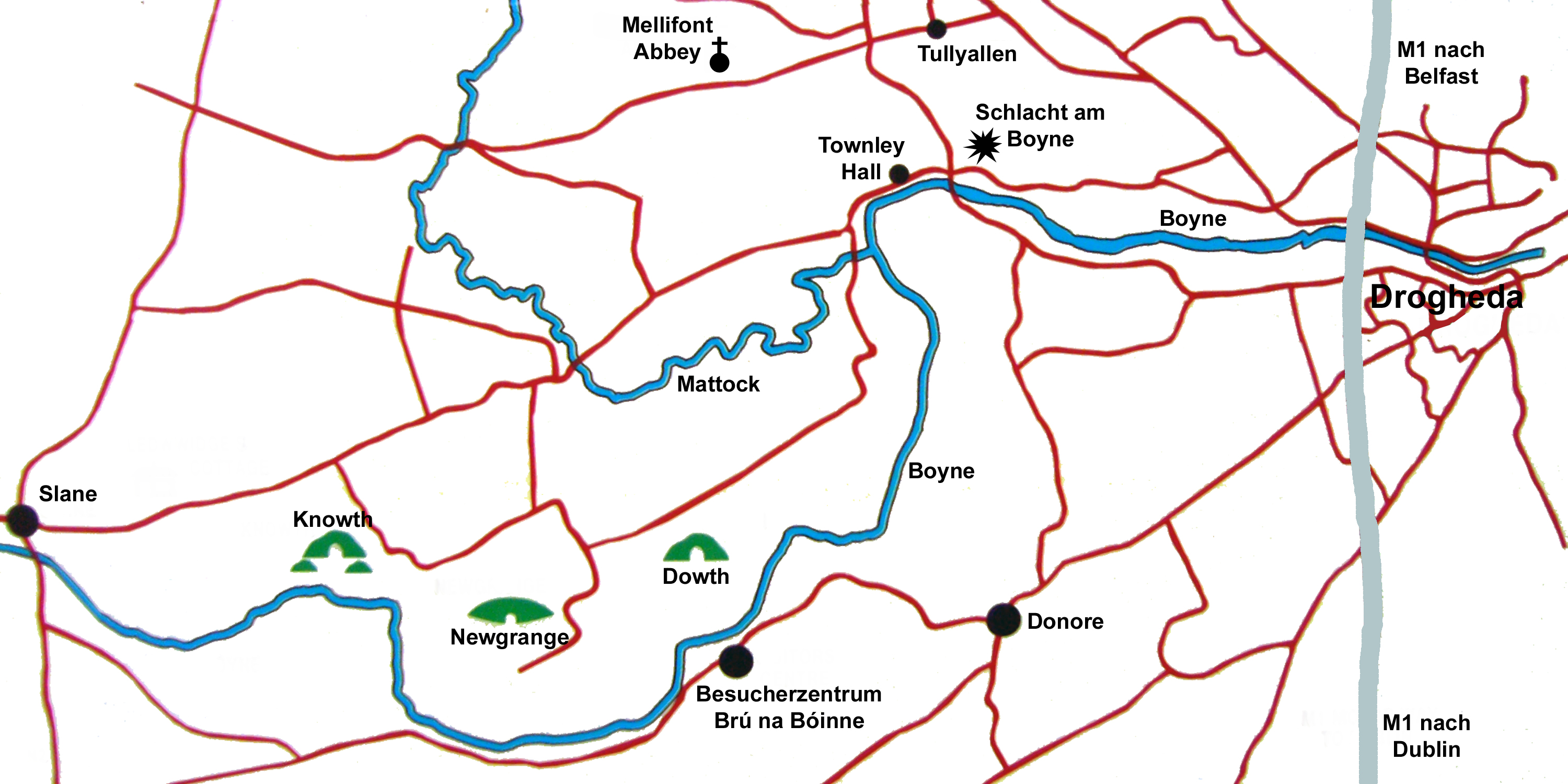
Mellifont Abbey, in der Nähe des Schauplatzes der Schlacht am Boyne und der prähistorischen Kultstätten von Brú na Bóinne

Wilhelm III. von Oranien-Nassau nutzte Mellifont Abbey während der Schlacht am Boyne 1690 gegen den 1688 zur Abdankung gezwungenen Jakob II. mit 36.000 Söldnern als Hauptquartier. Der Protestant Wilhelm III. siegte über den Katholiken Jakob II. und festigte damit den Einfluss Englands in Irland.
Obwohl Mellifont Abbey heutzutage nur eine Ruine ist und nur wenig von der einstmaligen Abtei übrig blieb, kommen pro Jahr ca. 25.000 Besucher. Nur ein ungewöhnliches, achteckiges Brunnenhaus (Waschraum) aus dem 13. Jahrhundert, einige romanische Rundbögen des Kreuzganges und ein Kapitelsaal aus dem 14. Jahrhundert (mit eindrucksvollem Deckengewölbe und Bodenfliesen aus Keramik) können besichtigt werden.

## Wiederbegründung 1938

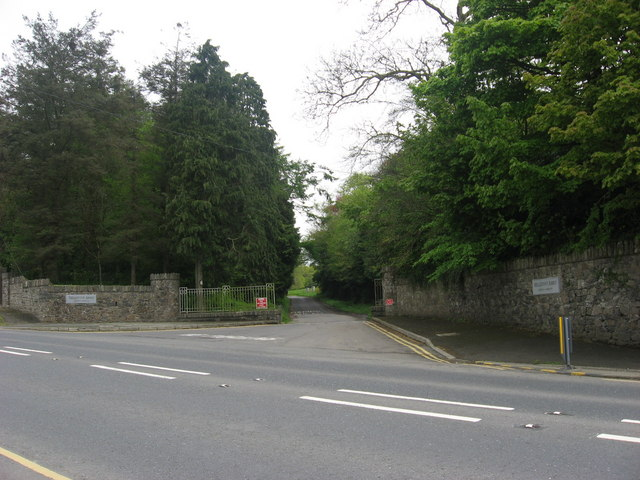
Zufahrt zur neuen Abtei bei Collon

Im Jahr 1938 kamen auf Einladung von Kardinal McRory Zisterziensermönche der strengeren Observanz (Trappisten) aus dem Kloster Mount Melleray (County Waterford) und gründeten eine neue Niederlassung beim „Oriel Temple“ in Collon, etwa drei Meilen von den Ruinen der alten Mellifont Abtei entfernt und auf Ländereien, die ehemals zur Abtei gehörten, wodurch die Tradition der alten Abtei bis heute weiterbesteht. Eine erste Kirche wurde 1945 geweiht, und im selben Jahr wurde die Neugründung zur Abtei erhoben.
Der Generalabt das Trappistenordens Bernardus Peeters hob die Autonomie des Klosters Ende 2022 auf.

### Äbte nach der Neugründung
- Benignus Hickey (1938–1967; Abt seit Januar 1946)
- Gerard Kennedy (1967–1972)
- Vincent Byrne (1972–1974)
- Enda Ducey (1974–1980)
- Finnian Power (1980–1986)
- Francis Prendergast (1986–1992)
- Bernard Boyle (1992–2004; 2010)
- Augustine McGregor (2004–2010)
- Laurence McDermott (2011–2012)
- Joseph Ryan (2012–2014)
- Richard Purcell (2014–2020)
- P. Rufus Pound, Superior und Monastischer Kommissar (2022–)